# وكالة تنظيم الطاقة النووية
وكالة تنظيم الطاقة النووية (بالإندونيسية: Badan Pengawas Tenaga Nuklir)‏، (BAPETEN) هي مؤسسة حكومية إندونيسية غير وزارية تابعة للرئيس ومسؤولة منه. تتولى الوكالة مهام تنفيذ مراقبة جميع أنشطة استخدام الطاقة النووية في إندونيسيا من خلال التنظيم والترخيص والتفتيش وفقًا للقوانين واللوائح المعمول بها. تأسست الوكالة في 8 مايو 1998 وبدأت العمل بنشاط في 4 يناير 1999.